# Districtul Havelland
Districtul Havelland este un Kreis în landul Brandenburg, Germania.
1. 1 2 3  GeoNames